# Lucio Cornelio Balbo el Menor
Lucio Cornelio Balbo (en latín, Lucius Cornelius Balbus; nacido en 80 a. C.), llamado Balbo el Menor para distinguirlo de su tío de idéntico nombre (Lucio Cornelio Balbo el Mayor), fue un militar y político hispano de la familia de los Balbos, originaria de Gades (actual Cádiz).

## Carrera pública
Se distinguió en las campañas cesarianas de Egipto, Oriente, África e Hispania, fue cuestor de la Hispania Ulterior en el año 44 a. C. y luego quattorviro, propretor, ingresando después en el Senado y nombrado procónsul de África, donde obtendría una gran victoria sobre la tribu sahariana de los garamantes, llevando un gran botín a Roma en el año 19 a. C. siendo el primer general extraitálico en hacerlo, siéndole otorgado por ello el Triunfo.

## Expedición al río Níger

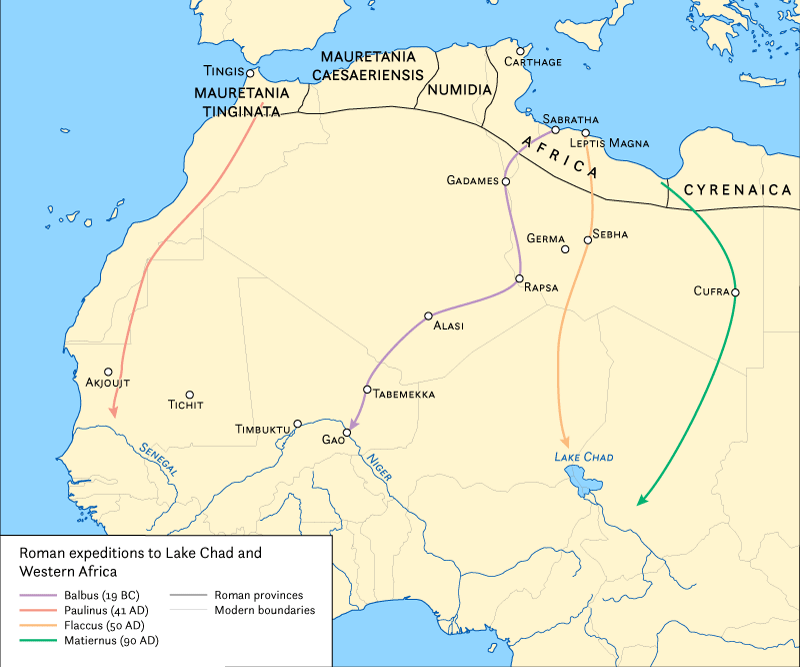
Mapa que muestra expediciones romanas más allá del Sahara. En color violeta la expedición de Balbo.

Fue la primera expedición romana más allá del Sahara (según Plinio) y posiblemente llegó al río Níger, cerca de Tombuctú. Conquistó con diez mil legionarios la capital de los garamantes en Fezzan y mandó un pequeño grupo de legionarios más al sur, a través de las montañas del Ahaggar con la orden de explorar el "país de los leones". Estos legionarios encontraron un gran río (el Níger), el cual pensaron que desembocaba en el Nilo. En 1955 se encontraron monedas romanas y cerámica romana de la época en la zona de Malí. De hecho, existe una placa en los Musei Capitolini de Roma con los “fasti triumphalis”, en la que están inscritos los Triunfos otorgados por el Senado Romano a casi doscientos generales, desde el triunfo de Rómulo en el 752 a. C., hasta el obtenido por Lucio Cornelio Balbo.

## Labor evergética

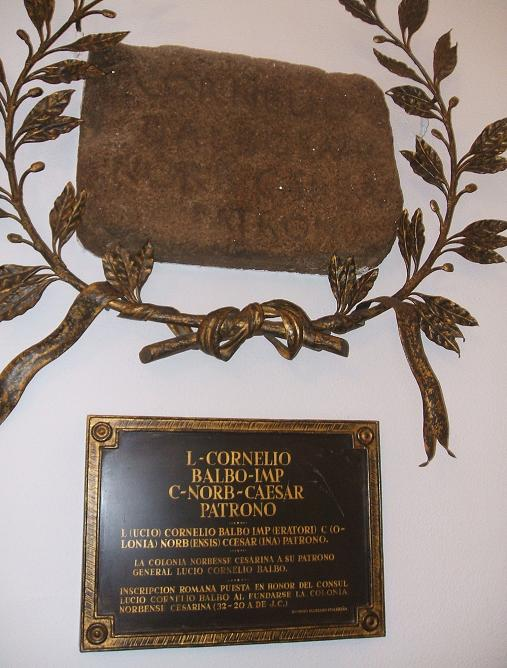
Elogio a Lucio Cornelio Balbo el Menor, en Cáceres.

Construyó varios edificios públicos en Roma y en Gades ensanchando la ciudad y su puerto, y escribió un tratado sobre cuestiones religiosas y una tragedia cuyos títulos se desconocen, aunque algunos historiadores apuntan a los nombres Exegeticon e Iter, respectivamente.
En Cáceres se ha localizado una lápida votiva dedicada a Lucio Cornelio Balbo, patrono de la Colonia Norba Caesarina, que había sido fundada por Gayo Norbano Flaco, casado con Cornelia, hija de Balbo El Menor, y que recibió como contributi la población de los asentamientos romanos anteriores de Castra Servilia y Castra Cecilia.
Como ocurre con su tío, no se conoce la fecha de su muerte.